# 颱風派比安 (2018年)
颱風派比安（英語：Typhoon Prapiroon，國際編號：1807，聯合颱風警報中心：WP092018，菲律賓大氣地球物理和天文服務管理局：Florita）為2018年太平洋颱風季第7個被命名的熱帶氣旋。「派比安」（พระพิรุณ）一名由泰國提供，意思是雨神。

## 發展過程
6月25日，一個冷心低壓於菲律賓東方海域轉為暖心，美國海軍研究實驗室給予熱帶擾動編號90W。
6月26日，其吞併東南方的熱帶擾動99W後開始整合雲系。隔天，日本氣象廳把它標注為低壓區。
受惠於良好的輻合及微弱的垂直風切，系統於6月28日開始迅速發展。聯合颱風警報中心在當日上午給予評級「低」，並於中午將評級提升為「中」，更在下午提升為「高」，並發布熱帶氣旋形成警報。而日本氣象廳也將其升格為熱帶低氣壓，台灣中央氣象局亦有升格。同日晚間，聯合颱風警報中心將其升格為熱帶低氣壓，給予熱帶氣旋編號09W。一小時後，日本氣象廳對其發布烈風警報。
6月29日上午10時，日本氣象廳升格為熱帶風暴，並命名為派比安，給予國際編號1807。7月2日，日本氣象廳將其升格為颱風。中央氣象局也在同日上午8時將其升格為中度颱風。
7月3日，日本氣象廳將其降格為強烈熱帶風暴。7月4日，日本氣象廳將其降格為熱帶風暴。同日下午，日本氣象廳表示派比安已轉化為溫帶氣旋。

## 影響

### 台灣
在西南氣流的影響下，在台灣西南部帶來大雨，多個縣市的雨量超過170毫米，其中嘉義縣鹿草鄉在7月2日的累積雨量高達212毫米，而小琉球外海更在7月1日傍晚出現水龍捲。派比安北上後，其南面雲帶繼續影響台灣。中央氣象局在7月2日針對台中市、彰化縣、雲林縣、嘉義縣、台南市、高雄市、屏東縣等縣市發布豪大雨特報。台北市因巴比侖造成下沉氣流，錄得38.5℃的觀測史上七月第二高溫。

### 韓國
受雨季和派比安共同影響，給韩国造成了巨大损失，到目前为止，已造成3人死亡、1人受伤、1人失踪。

### 日本
當地發布之最高風力警報：暴风警报
如去年南瑪都，受梅雨鋒面和派比安共同影響，給日本造成了巨大损失，造成多人死亡失踪。

#### 琉球群島
受巴比侖影響，沖繩縣及奄美大島等地每小時的降雨量達60至150毫米，共230班來徃沖繩的航班取消。風暴造成4人受傷，近5,000戶停電。

## 外部連結
- （日語）日本氣象廳首頁 （页面存档备份，存于）
- （英文）聯合颱風警報中心首頁（页面存档备份，存于）
- （简体中文）中央氣象台首頁
- （繁體中文）中央氣象局首頁（页面存档备份，存于）
- （繁體中文）香港天文台首頁（页面存档备份，存于）
- （繁體中文）澳門地球物理暨氣象局首頁（页面存档备份，存于）
- （英文）菲律賓大氣地球物理和天文管理局首頁（页面存档备份，存于）

| 前任 2012年 | 太平洋颱風季名稱 派比安 Prapiroon | 現任 |